# Makowa Rustykalna
Makowa Rustykalna – część wsi Makowa w Polsce położona w województwie podkarpackim, w powiecie przemyskim, w gminie Fredropol.
Przed wojną odrębna gromada w gminie Rybotycze.
W latach 1975–1998 miejscowość administracyjnie należała do województwa przemyskiego.